# Tegea atropicta
Tegea (Tegea) atropicta ist eine Wanzenart aus der Familie der Raubwanzen (Reduviidae). Im Englischen heißt die Wanzenart auch Termite Assassin Bug („Termiten-Mordwanze“).

## Merkmale
Die Wanzen erreichen Körperlängen von 16 bis 18 Millimeter. Sie sind hellorange bis rot gefärbt und besitzen eine schwarze Musterung. Das Schildchen (Scutellum) ist schwarz. Das Connexivum (auf der Seite sichtbarer Teil des Abdomens) ist rot-schwarz gescheckt.

## Verbreitung
Die Wanzenart kommt im Osten Australiens in den Bundesstaaten New South Wales und Queensland vor.

## Lebensweise
Die Wanzen findet man häufig an Eukalyptusbäumen. Sie sind als Prädatoren auf Termiten spezialisiert. Sie finden die Beutetiere an Bäumen oder an gefällten Baumstämmen. Sie platzieren sich gewöhnlich über dem Ausgang eines Termitentunnels und strecken den Rüssel (Rostrum) in diesen und warten darauf, dass eine Termite versucht, die Tunnelöffnung wieder freizuräumen.

## Taxonomie
Tegea atropicta ist die einzige Art der Gattung in Australien. Die Gattung Tegea wird von manchen Autoren in den Tribus Tegeini aus der Unterfamilie Harpactorinae gestellt, während sie andere Autoren einer eigenständigen Unterfamilie Tegeinae zuordnen.